# South East Cape
South East Cape är en udde i Australien. Den ligger i delstaten Tasmanien, i den sydöstra delen av landet, omkring 94 kilometer sydväst om delstatshuvudstaden Hobart.
Trakten är glest befolkad. Det finns inga samhällen i närheten. 
Genomsnittlig årsnederbörd är 1 484 millimeter. Den regnigaste månaden är juli, med i genomsnitt 187 mm nederbörd, och den torraste är februari, med 68 mm nederbörd.